# Kastanien

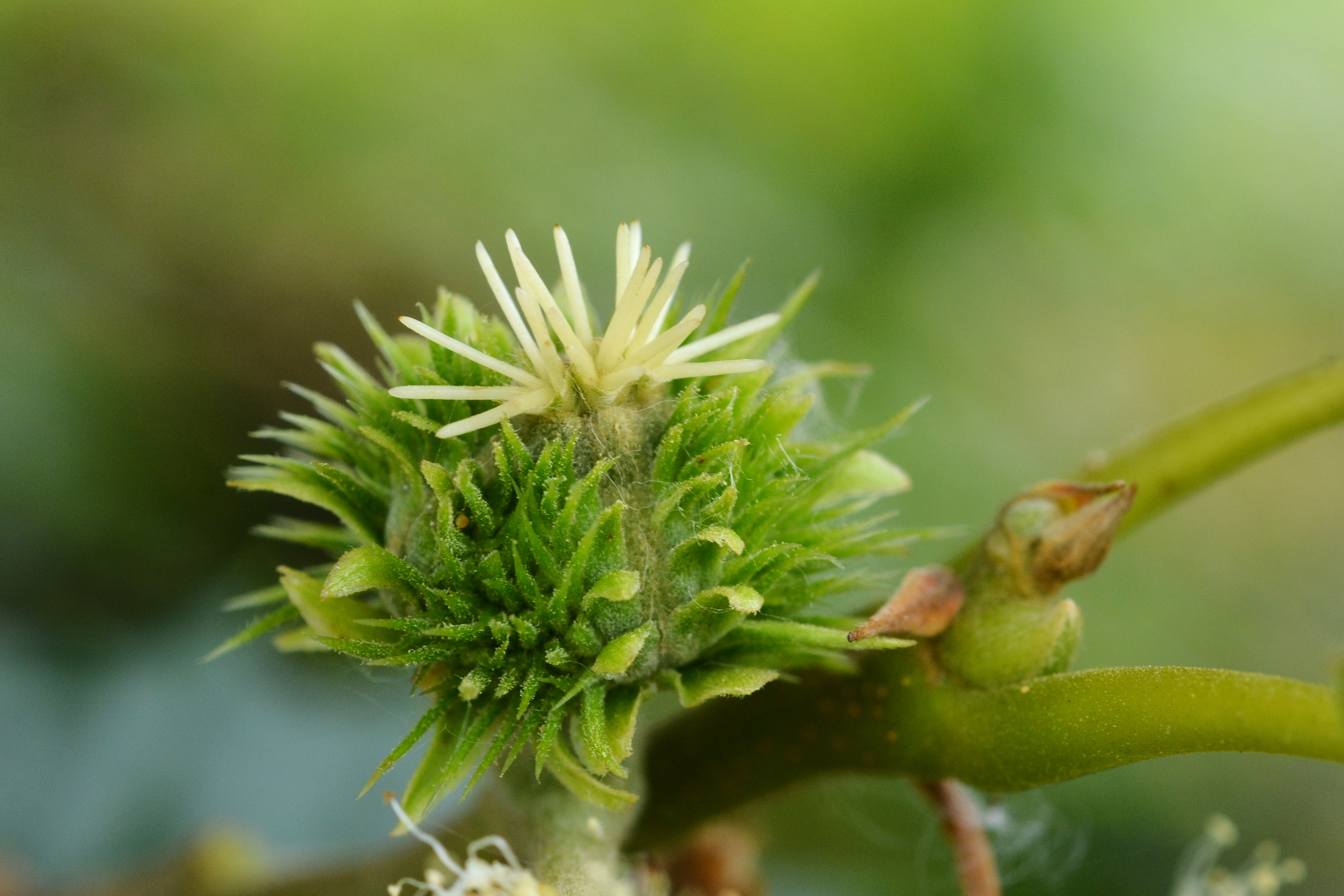
Weiblicher Blütenstand der Edelkastanie

Die Kastanien (Castanea) oder Edelkastanien sind eine Pflanzengattung in der Familie der Buchengewächse (Fagaceae). Die Gattung ist mit etwa zwölf Baum- und Straucharten in der nördlich gemäßigten Zone verbreitet. Jedoch ist nur die Edelkastanie (Castanea sativa) in Europa heimisch.
Rosskastanien (Aesculus) sind eine von den Kastanien verschiedene Gattung, die in die Familie der Seifenbaumgewächse (Sapindaceae) gestellt wird. Die teilweise Namensübereinstimmung beruht auf der oberflächlichen Ähnlichkeit der Früchte mit dem Fruchtstand der Kastanien (brauner Kern in stacheliger Hülle) und nicht auf botanischer Verwandtschaft.

## Beschreibung
Die Kastanien sind Bäume oder Sträucher. Die Borke ist gefurcht und eichenähnlich. Die Verzweigung erfolgt sympodial: die Endknospe jeden Zweiges stirbt ab, das Wachstum übernimmt eine Seitenknospe. Die Knospen sind von drei bis vier Knospenschuppen umgeben.

### Blätter
Die Laubblätter sind wechselständig, an Seitenzweigen stehen sie scheinbar zweizeilig. Die Blattform ist eiförmig bis verkehrt-eiförmig oder elliptisch, lanzettlich, die Blattspitze ist meist zugespitzt oder spitz. Die zahlreichen Nebennerven verlaufen parallel. Sie sind an der Oberseite eingesenkt, an der Unterseite hervorstehend. Der Blattrand ist gesägt und oft grannen- oder stachelspitzig. Nebenblätter sind vorhanden und meist abfallend. Die Kastanien sind laubwerfend, die Herbstfärbung ist gelb-orange.

### Blütenstände und Blüten
Alle Arten sind einhäusig getrenntgeschlechtlich (monözisch), das heißt auf einem Pflanzenexemplar sind weibliche und männliche Blüten vorhanden. Die Arten sind oft duodichogam und protandrisch.
Die funktionell männlichen Blüten stehen in köpfchenartigen Teilblütenständen an langen, aufrechten Kätzchen. Sie besitzen eine einfache Blütenhülle aus einem sechsfach geteilten Perianth. Die Außenseite ist häufig dicht behaart, kann aber auch fast kahl sein. Die 10 bis 12 Staubblätter haben lange Staubfäden. Die Anthere sind klein, haben zwei Theken und öffnen sich mit einem Längsschlitz. Im Zentrum der Blüte sitzt oft ein rudimentärer Stempel.
Die weiblichen Blüten sind sitzend und stehen meist zu dritt in einem schuppigen Fruchtbecher. Die weiblichen Blütenstände befinden sich meist zu wenigen an der Basis von oberen männlichen Blütenständen (zwittriger Blütenstand) oder in einer Ähre. Das Perianth ist wie bei den männlichen Blüten sechsteilig und außen behaart. Der Fruchtknoten ist vier- bis siebenfächrig, unterständig und außen kahl. Die 4 bis 10 Griffel sind nadelförmig, an der Basis behaart und tragen kleine, spitze Narben.
Die männlichen Blütenstände reifen meist vor den zwittrigen.

### Früchte

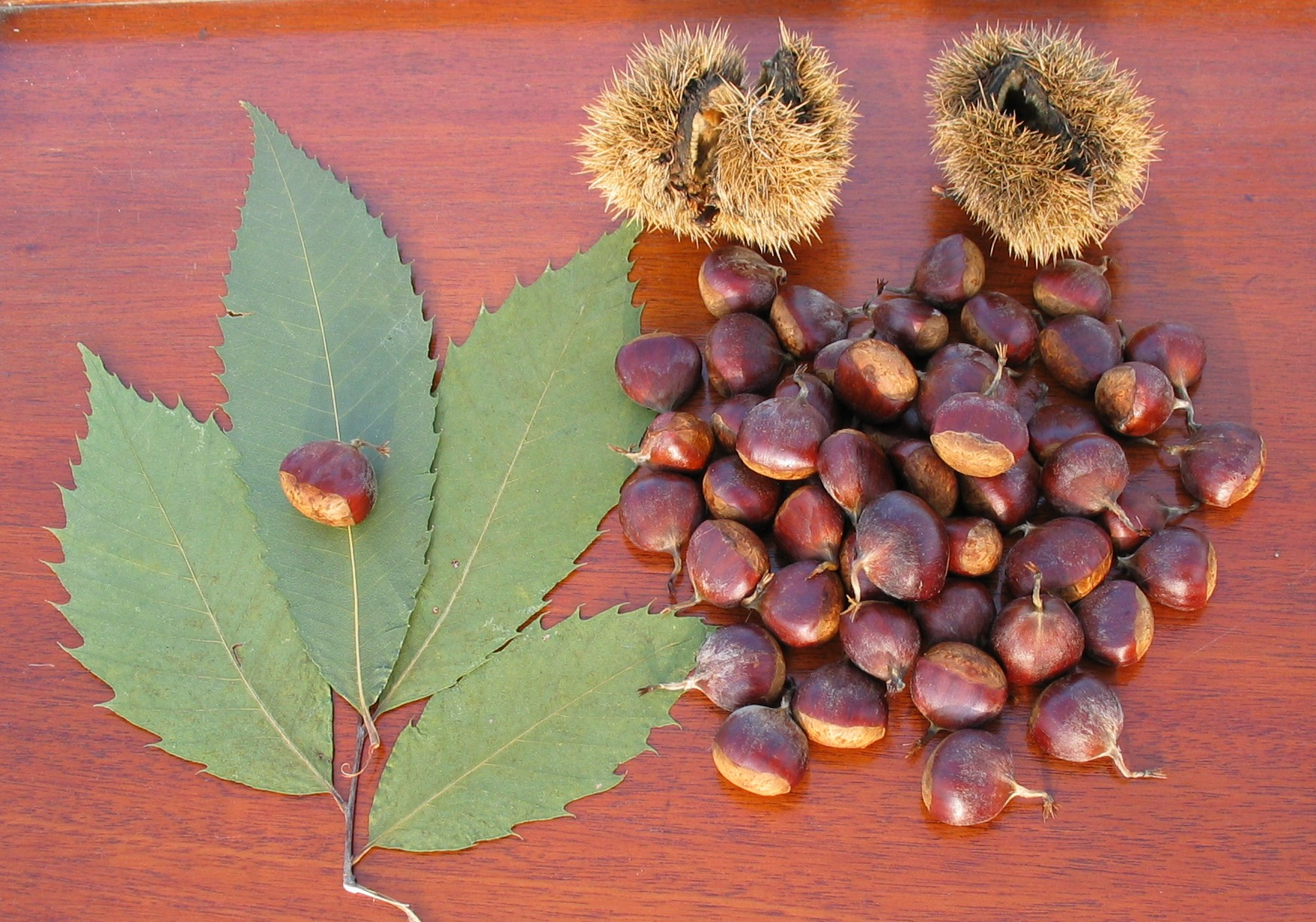
Zweig und Früchte der Amerikanischen Kastanie (Castanea dentata)

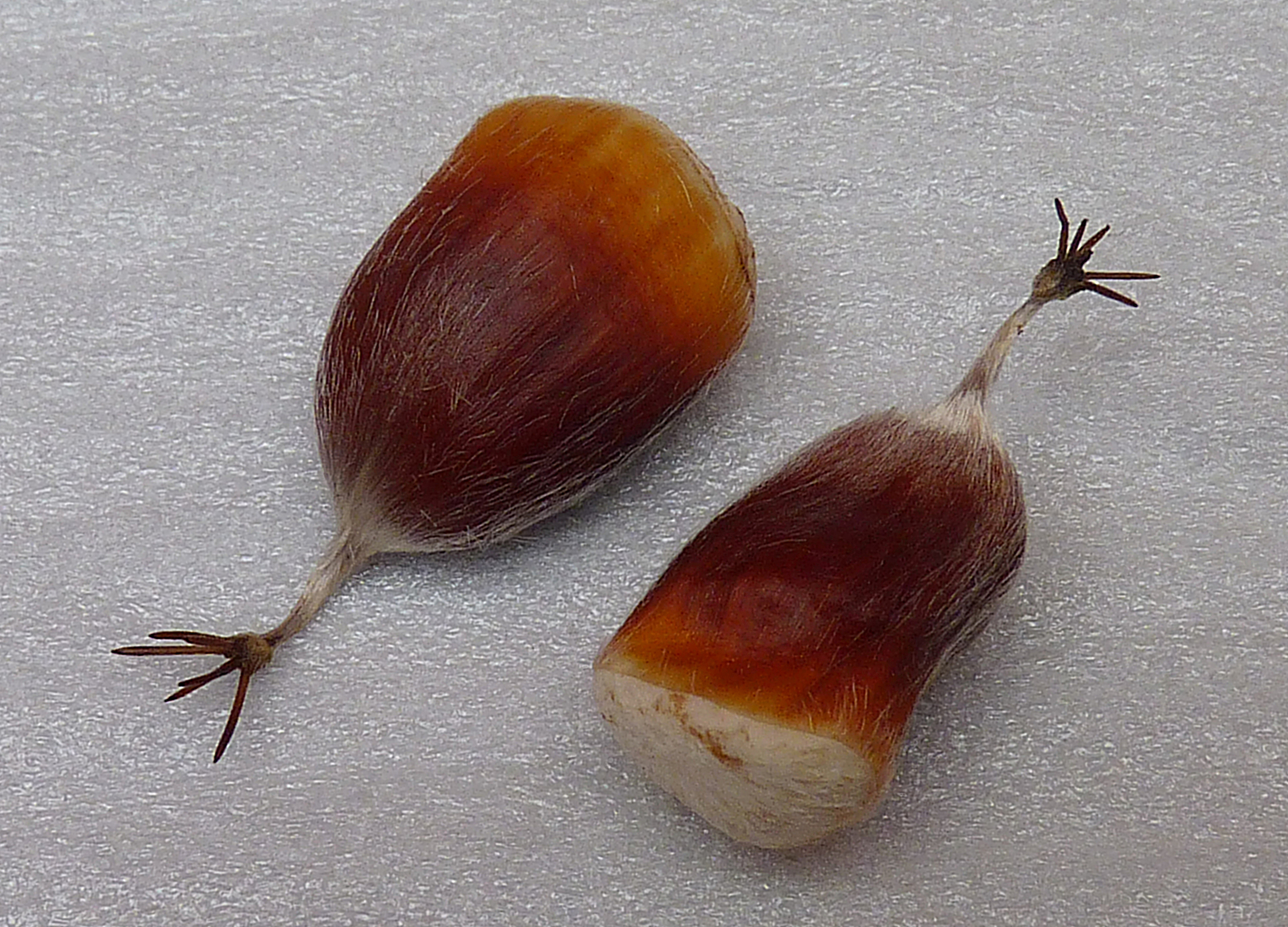
Nüsse der Edelkastanie mit Perianth- und Griffelresten an der Spitze

Die Nussfrüchte sind groß und braun, mit ledriger, glatter, meist kahler bis feinhaariger Schale (Perikarp, Endokarp). Ihre Form ist rundlich bis eiförmig und oft plankonvex, an der Basis besitzen sie eine auffällige Narbe (Hilum). An der meist behaarten Spitze sind oft Perianth- und Griffelreste vorhanden. Ein bis sieben, meist drei Nüsse befinden sich im stacheligen Fruchtbecher (Cupula), der sich entwickelt hat. Die Stacheln der Fruchthülle sind teils behaart. Die an den Kotyledonen gut anhaftende, faserige und oft behaarte Samenschale ist häutig.

### Wurzeln
Die meisten Kastanienarten sind Tiefwurzler

### Wirtschaftliche Bedeutung
Laut der Statistik der FAO wurden im Jahr 2022 weltweit 2.131.241 Tonnen Kastanien geerntet.
| Erntemengen Kastanien 2022                | Erntemengen Kastanien 2022 |
| Land                                      | Tonnen                     |
| ----------------------------------------- | -------------------------- |
| Volksrepublik China (Castanea mollissima) | 1.703.653                  |
| Spanien (Edelkastanie)                    | 187.680                    |
| Bolivien * (Edelkastanie)                 | 81.327                     |
| Türkei (Castanea crenata)                 | 77.792                     |
| Südkorea (Edelkastanie)                   | 54.973                     |
| Italien (Castanea crenata)                | 43.000                     |
| Portugal (Edelkastanie)                   | 37.150                     |
| Griechenland (Castanea crenata)           | 32.900                     |
| Japan (Castanea crenata)                  | 15.700                     |
| Nordkorea                                 | 12.469                     |

## Systematik und Verbreitung
Die Gattung Castanea wurde 1754 durch Philip Miller aufgestellt. Ein Synonym für Castanea Mill. ist Castanophorum Neck.
Die Gattung Castanea ist in den gemäßigten Gebieten der Nordhalbkugel verbreitet. Das disjunkte Areal besteht aus drei Teilarealen: einige Arten kommen im östlichen Nordamerika vor; die Edelkastanie ist im Mittelmeerraum und den nördlich angrenzenden Gebieten; die übrigen Arten in Ostasien (vor allem China und Japan) heimisch.

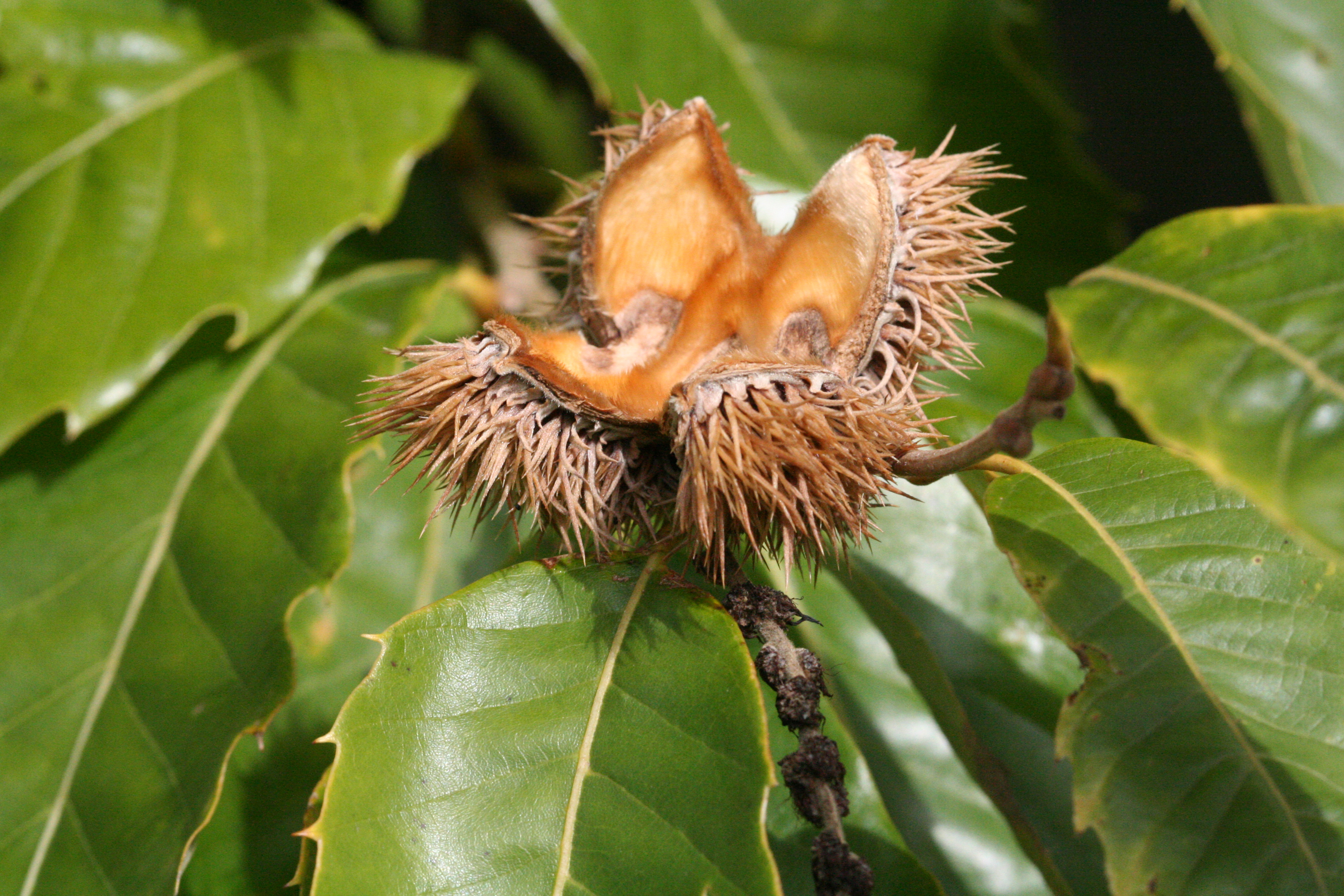
Sektion Eucastanon: Chinesische Kastanie (Castanea mollissima)

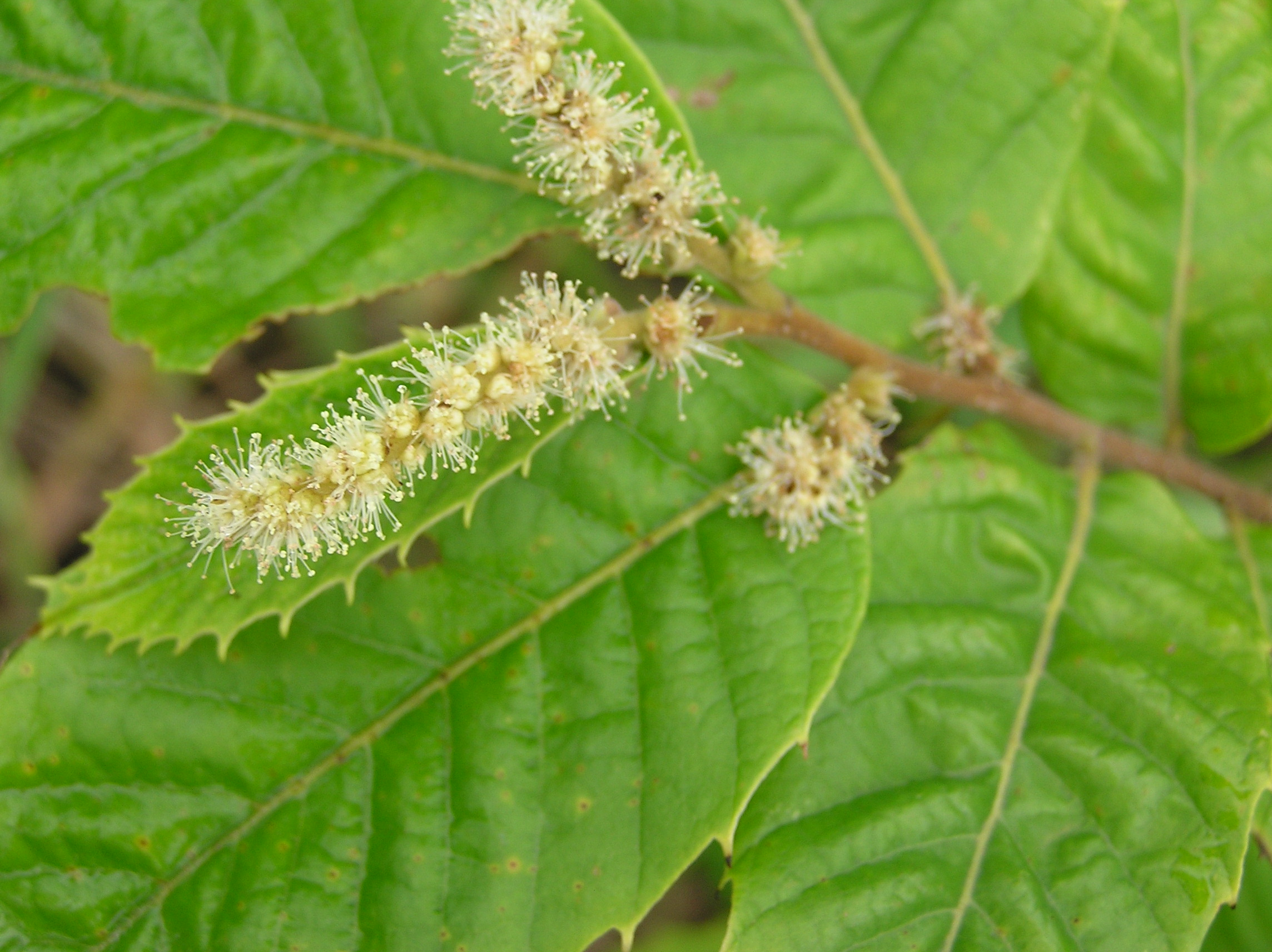
Sektion Eucastanon: Castanea seguinii

Die Gattung Castanea wird in zwei Sektionen gegliedert. Je nach Autor sind in der Gattung Castanea acht bis zwölf Arten enthalten:
- Sektion Eucastanon mit drei Früchten pro Cupula
  - Amerikanische Kastanie (Castanea dentata (Marshall) Borkh.): Sie ist in Nordamerika verbreitet.[6]
  - Edelkastanie (Castanea sativa Mill.): Sie kommt ursprünglich von der Balkanhalbinsel bis zum nördlichen Iran vor.[6]
  - Japanische Kastanie (Castanea crenata Siebold & Zucc.): Sie kommt ursprünglich in Korea und Japan vor.[6]
  - Chinesische Kastanie (Castanea mollissima Blume): Sie kommt ursprünglich in China und im nördlichen Korea vor.[6]
  - Castanea seguinii Dode: Sie kommt im zentralen und östlichen China vor.[6]
- Sektion Balanocastanon mit einer Frucht pro Cupula
  - Castanea henryi (Skan) Rehder & E.H.Wilson: Sie kommt im südwestlichen und im südlich-zentralen China vor.[6]
  - Castanea ozarkensis Ashe: Sie kommt in den US-Bundesstaaten Texas, Arkansas, Missouri, Oklahoma, Alabama und Louisiana vor.[6]
  - Castanea pumila (L.) Mill. (Syn.:Castanea alnifolia Nutt., Castanea ashei (Sudw.) Sudw. ex Ashe, Castanea floridana (Sarg.) Ashe, Castanea paucispina Ashe): Sie kommt in den zentralen und östlichen Vereinigten Staaten vor.[6]

Die Arten bilden auch Hybride untereinander, die auch kommerziell angebaut werden:
- Castanea ×neglecta Dode = Castanea dentata × Castanea pumila: Sie kommt in den östlichen Vereinigten Staaten vor.[6]

### Verwechslungen
Da in Südamerika ähnlich lautende Begriffe für die Paranuss bekannt sind („castañas de Pará“ oder „castaña del Brasil“), kommt es bisweilen zu Verwechslungen.

## Paläobotanik
Kastanienähnliche Blütenstände sind aus dem mittleren Eozän von Tennessee bekannt; kastanienähnliches Holz ist im Eozän und Miozän recht häufig. Die Blätter von Castaneophyllum (früher Formgattung Dryophyllum) sind einfach, schmallanzettliche Blätter von bis zu 28 Zentimeter Länge. Die Seitennerven enden am Blattrand. Dieser Blatttyp wird von manchen Autoren als der für die Familie ursprüngliche angesehen.

## Nutzung
Die drei Arten Edelkastanie, Japanische und Chinesische Kastanie werden als Schalenobst angebaut. Ihr Holz wird ebenfalls genutzt; das der Edelkastanie ist auch ohne Konservierung verwitterungsbeständig. Einige Arten, auch die strauchförmigen, werden als Zierpflanzen angebaut.

## Kulturgeschichte
Bestimmte Kastanien werden als heilige Bäume verehrt, wie der Castaño Santo in der Sierra de las Nieves in Andalusien.

## Weiterführende Literatur
- Joey Shaw, J. Hill Craddock, Meagan A. Binkley: Phylogeny and Phylogeography of North American Castanea Mill. (Fagaceae) Using cpDNA Suggests Gene Sharing in the Southern Appalachians (Castanea Mill., Fagaceae). In: Castanea. 77, Nr. 2, 2012, S. 186–211, doi:10.2179/11-033.
- Tafelwerk zur Pflanzensystematik. Lehmanns, 1975, ISBN 978-3-540-79804-0, S. 40, Tafel 7, eingeschränkte Vorschau in der Google-Buchsuche.